# Скрябин как лицо
«Скря́бин как лицо́» (1995) — аналитический роман в мемуарах, который писатель и композитор Юрий Ханон написал о своём якобы современнике, близком друге и соратнике по «общему делу», композиторе Александре Скрябине. Таким образом, книга редкая, если не уникальная по жанру::98 это роман в псевдомемуарах, написанный композитором о композиторе.
Особую часть замысла автора составил собственно акт создания и издания книги как стилизованного предмета высокого книжного искусства, своеобразная подделка антиквариата. Роман был издан в стиле дорогих подарочных фолиантов XIX века, тиражом 2000 обыкновенных экземпляров и ещё около трёхсот элитных (в свою очередь, разделённых на нумерные и именные), в кожаном переплёте (в стиле и по технологии XIX века), полностью оформленный и свёрстанный как Livre d’artiste, наглядный пример тотального авторского произведения.:109-110
Книга претерпела две редакции и два издания (1995—2009). И в той, и в другой версии на 641 странице авторского текста сюжет очевидным образом прерывается, не получив окончательного разрешения, а ниже поставлена крупная надпись: «конец первой части».:641 Отдельная интрига мемуаров связана как раз с тем, что «вторая часть» романа поначалу так и не увидела свет, а впоследствии и вовсе была уничтожена.

## Сюжет и канва
При создании своего ложно-биографического романа Юрий Ханон применил метод создания жёсткой конструкции, который равным образом свойственен ему в музыке и в литературе. Это отличает его воспоминания от общей массы бесформенных мемуарных полипов, с которыми чаще всего приходится сталкиваться любителю исторической прозы. Подобно симфонии или фреске, книга «Скрябин как лицо» имеет форму законченного художественного целого.:651
И прежде всего, повествование жёстко разделено на составные части. Открывая книгу, читатель видит вступительную «Прелюдию от автора», завершающее «Отступление от книги» и — посередине между ними — 22 главы, строго соответствующие фактическому количеству лет жизни как Скрябина, так и Ханона (1888—1909 гг.), охваченному в тексте. Таким образом, оглавление книги и вся её структура выглядит почти по-бухгалтерски точной: каждая из глав имеет номер (прописной), год (цифрами) и название главы (причём, в некоей единой форме, из которой следует, что каждую главу автор написал для какой-то конкретной цели). К примеру, открыв страницу 433 романа мы видим следующую надпись: «Глава пятнадцатая. 1902. Глава для ханжества». И так происходит с каждой новой главой. Это бухгалтерское впечатление выгодным образом дополняет развёрнутый научный аппарат, завершающий издание. В него входит подробный указатель имён и названий, а также указатель всех музыкальных произведений, упомянутых в тексте. Таким образом, автор заранее создаёт у читателя впечатление, что перед ним не просто книга традиционных мемуаров, а крупный труд из области истории музыки (почти 700 страниц), имеющий за плечами серьёзный профессиональный фундамент. Кроме всего прочего, чистота текста, уровень художественного оформления, графики и издательское качество резко выделяют книгу «Скрябин как лицо» на фоне остальной современной литературы,:109 что в один голос отмечают все рецензенты и наблюдатели.
С момента своего выхода в свет этот роман сразу же выбился из событий и предметов своего времени, превратившись в определённый казус или анахронизм, — то ли случайный визитёр из неопределённого «внутреннего» прошлого, то ли артефакт для археологов будущего.
Сюжет книги на первый взгляд не отличается особенным разнообразием событий, причём, об этом её качестве автор с обескураживающей прямотой предупреждает читателя сразу, в своей начальной «Прелюдии», которая, в результате, имеет вид почти индульгенции:

Моя книга кое-кому может показаться однообразной, и даже более того…
Однако, не жалуйтесь мне! Прежде всего, она ничуть не более однообразна, чем вся ваша жизнь, от рождения и до смерти. Но при том я напомню, что посреди всей вашей однообразной жизни книга эта безусловно покажется ярким, и даже ярчайшим пятном.:11
В целом роман и в самом деле может показаться излишне размеренным. Собственно, книга состоит из описаний встреч двух друзей, а их отдельная жизнь между встречами представлена «конспективно». Роман построен из непоспешных описаний ситуаций и диалогов, в результате чередования которых раскрывается динамическая картина слишком постепенных, но неуклонных «изменений лица» Александра Скрябина, который сначала желает стать концертирующим пианистом-виртуозом, в целом пренебрегая или недооценивая свои ранние композиторские опыты, затем проходит через ряд острых внутренних кризисов, всё-таки обращаясь всерьёз к музыкальному творчеству и, наконец, показывается вызревание изнутри художника и композитора Скрябина его нового, «окончательного», как пишет Ханон, лица — уже совсем не композиторского, когда главной целью написания музыки становится — акт Мистерии. Причём, это слово Скрябин и Ханон понимают не в обычном, средневековом смысле «мистериального действа» (театрально-церковного плана), а ни много ни мало как уничтожение человечества и всего мира во вселенской пляске Духа и Материи.
Примерно те же идеи (как свои, так и скрябинские) Юрий Ханон развивал и в более ранних своих текстах, например, в циклах статей, посвящённых Александру Скрябину, самые известные из которых: «Лобзанья пантер и гиен» («Огонёк» № 50, декабрь 1991. Москва), «Александр Николаевич — январские тезисы» (газета «Смена», С-Петербург, 7 января 1992), «Разговор с психиатром в присутствии увеличенного изображения Скрябина» («Место печати», № 4 — 1993) и нескольких других работах того же времени. Причём, даже самые сложные теософские или мистические идеи Ханон предпочитал излагать в духе нарочитого (иногда, даже эпатажного) несоответствия между предметом и тоном. Вот один из примеров подобного рода:

Мне кажется, состояние некоего экстаза известно каждому советскому человеку (и даже готов допустить, что и некоторым несоветским людям оно также знакомо), однако именно поэтому для улучшения дальнейшего восприятия статьи явно следует кое-что об этом разъяснить. Так в чём же тут дело?
А дело всё в том, что мир развивается не каким-либо иным, а именно следующим образом: вначале есть нечто единое, Дух что ли, или Хаос. Позже Дух приподнимается и в некоем парении творит Материю. Причём, Дух — творящий, активный, мужественный, а Материя — пассивная, женственная. Разделяясь всё далее друг от друга, они становятся полярными, достигают своего максимального развития, и вот тут-то и начинается их сакраментальная тяга обратно друг к другу. И как раз в этот момент и необходима Мистерия, чтобы подтолкнуть нерешительный мужской Дух к его слишком пассивной Материи. Наконец, они бросаются навстречу друг другу, и в экстазе их соединения рождается дивный головокружительный танец гибнущей Вселенной. И всё это повторяется много-много раз. Вот, собственно, и всё об этом самом экстазе…
Приведённый отрывок очень точно описывает круг идей романа «Скрябин как лицо», однако совершенно не соответствует ему по тону. Словно бы написанная в конце «Серебряного века», эта книга в целом воспроизводит дух, тон и атмосферу своего времени (временами спотыкаясь на несущественных языковых или предметных мелочах). При этом автор уступает ещё одному личному «соблазну». Творчество Скрябина в книге описано самым скрупулёзным и дотошным образом: Скрябин для Ханона — его alter ego, и потому попросту невозможно заподозрить несколько запоздавшего (всего-то на семьдесят лет) мемуариста в том, что он чего-либо не знал из скрябинской музыки. К тому же, если обратиться к биографии самого́ автора, в начале своей музыкальной карьеры он успел переиграть — чуть ли не всё скрябинское фортепианное наследие. Очевидцы клавирабендов Ханона вспоминают, что игра пианиста впечатляла не только тонким нервным пониманием стиля и всех поворотов скрябинского мышления, но и тем, что он не боялся подправлять мастера, а временам даже"улучшать" его нотный текст (кстати, об этом несколько раз прямо говорится и в тексте романа)…:291-292 Между прочим, в данном вопросе Ханон имеет некоторое «алиби»: в точности подобным же образом и сам Скрябин очень часто поступал в отношении к своим произведениям (особенно, ранним), выступая с концертами.
Однако «дотошный» анализ творчества Скрябина — никак не вписывается в рамки традиционного «музыковедения», с которым приходится сплошь и рядом сталкиваться в литературе о музыке (не исключая и художественную). Прежде всего, Ханона интересует не ремесло, и не искусство как таковое, а смыслы, идеи и конструкции. Он внимательно и даже придирчиво следит: каким образом Скрябину удаётся продвигаться к той или иной поставленной цели, желательно — главной (или второстепенной, на худой конец). Именно поэтому музыкальное творчество в романе подвергается практически вивисекционному анализу — в значительно большей степени психоаналитическому и идеологическому, чем традиционному, профессионально-теоретическому.:651-652 Таким образом, как это делает Ханон, разбирать музыкальные произведения не принято. Именно в этом ещё одна новаторская особенность книги «Скрябин как лицо». Кроме того, даже во время самых глубоких аналитических упражнений язык и оценки автора отличаются крайней живостью, порой доходящей до границ приличия. И сегодня Скрябин для Ханона — не икона и не музей, а совершенно живой и близкий человек. И с ним, с этим человеком, он подробно разбирает все его проблемы и несоответствия.:292
Любой роман в мемуарах посвящён не только предмету повествования. Практически неизбежным образом этот жанр обрекает автора на некое «саморазоблачение», поскольку через диалоги, ситуации и оценки видно всегда два лица: кто говорит и о ком говорит. От начала и до конца романа два центральных персонажа, Скрябин и Ханон — близки, дружны, однако отнюдь не тождественны, Скрябин представляет собой как бы эманацию автора, alter ego Ханона.:109 Отчётливо понимая эту особенность своей прозы, Юрий Ханон говорит об этом сразу же, в том же «предупреждении», носящем название прелюдии.

- К сожалению, некоторая доля страниц этой книги будет вынужденно посвящена и самому себе. Я знаю, что это плохо. Кроме того, я очень сочувствую вам. Но помочь, к сожалению, ничем не смогу. Если бы всё вышло наоборот, и Саша Скрябин писал книгу обо мне, он поступил бы точно так же. Однако, волею случая именно мне приходится теперь работать над этой книгой, одному. До сих пор не могу понять, каким образом так получилось!..:10
Вследствие этой особенности текста на протяжении всего повествования мы наблюдаем параллельное развитие жизни, судьбы и творчества обоих героев, так что книга вполне могла бы называться «Ханон как лицо». Правда, Ханон всегда опережает Скрябина, как в создании собственных «окусов», за которыми не поспевают вечно медлительные скрябинские опусы, так и в личном жизненном опыте. Таким образом, едва ли не бо́льшая часть сюжета книги построена на некоем разрыве между состоянием и точкой пути внутренней эволюции, на которой находятся Скрябин и Ханон в каждый определённый момент (глава, год, цель). Этот разрыв, когда Скрябин по свойству инертности своей натуры почти всегда «отстаёт или опаздывает» как от своего визави, так и от собственных планов, рождает специфическое напряжение, некую дельту состояний и намерений — создающую ритм и сюжет повествования. Кроме того, на протяжении всей книги, хотя бы вскользь, подобно палимпсесту, сквозь текст просвечивают музыкальные сочинения Ханона, что создаёт отдельную ценность текста, поскольку и сам автор романа, живущий как отшельник, и почти все его сочинения (экстремальные и средние) на протяжении последней четверти века остаются практически недоступными для профессионалов и любителей.:293
Роман «Скрябин как лицо» лишён большей части резко-эпатажных черт, присущих магистральной линии творчества его автора. Возможно, к такому результату привёл сам жанр мемуаров, постепенных и фактически подробных воспоминаний об умершем близком друге и соратнике. В таком тексте не слишком-то много поводов и предметов для эпатажа. Ещё в начально «Прелюдии», открывающей книгу, Юрий Ханон предупреждает читателя, что тот столкнётся с неким образцом «внутренней» литературы, а затем в качестве дополнения, утверждает, что «абсолютной истиной является только внутренняя жизнь человека, а тем более такого подлинно яркого и экстремального художника, каким являлся Александр Скрябин», а далее прямо называет свой толстый роман «внутренней книгой».:10-11
Как раз в этих словах прямого авторского предупреждения и следует искать ключ к пониманию романа. Весь сюжет этого произведения развивается между двумя опорными сугубо «внутренними» точками, начальная из которых — Скрябин-ученик, искренне желающий войти на равных правах в профессиональное сообщество музыкантов и концертирующих пианистов, а конечная — Скрябин-философ, аморалист, задумавший уничтожить всё человечество вместе со всеми его профессиональными сообществами. Именно здесь, в этом внутреннем промежутке между двумя лицами, далёкими друг от друга как «да» и «нет» — строится сюжет книги «Скрябин как лицо». Безусловно, сюжет романа — такой же «внутренний», как и сама книга.

## Жанры и стили

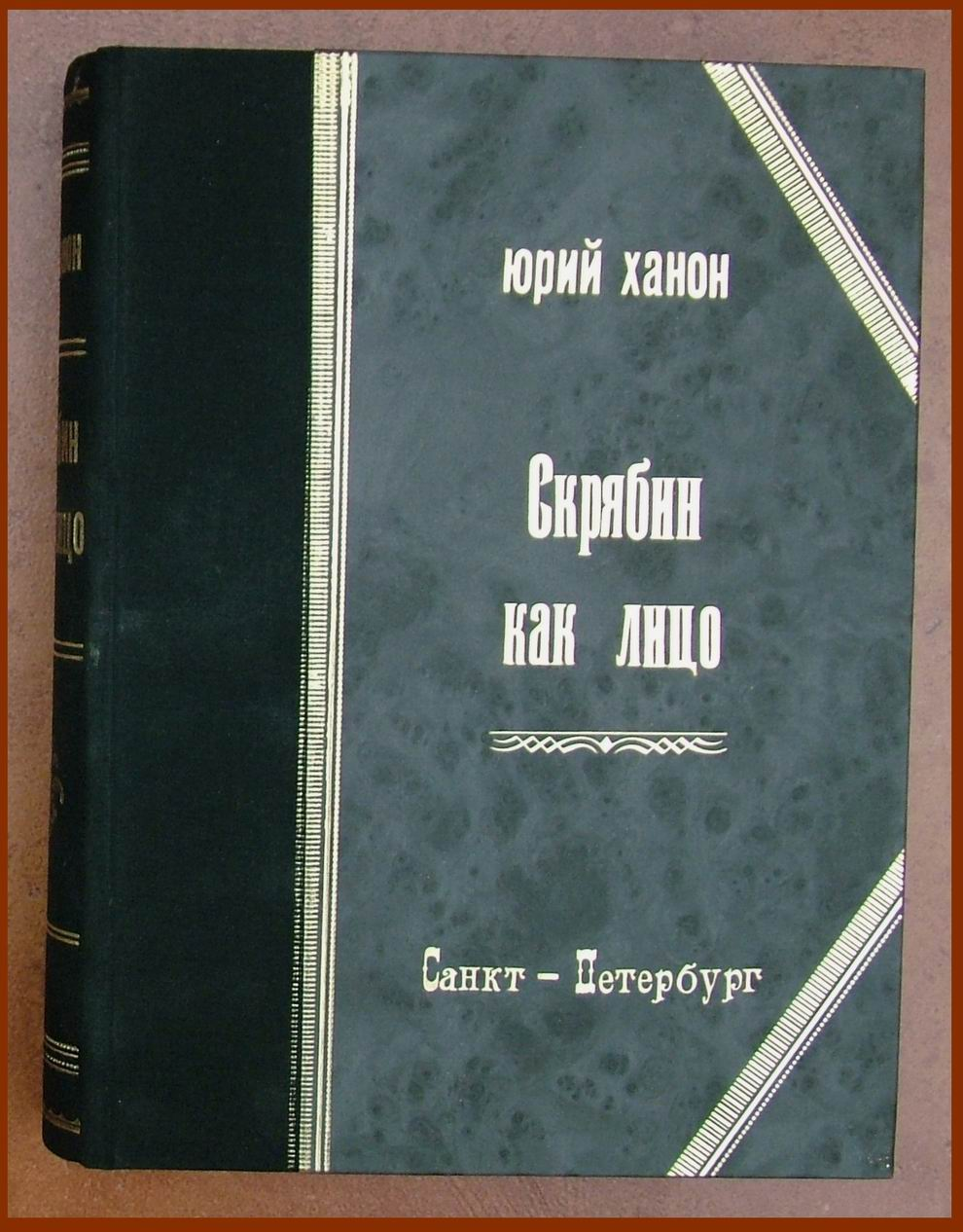
Первая часть, первое издание

Практически все читатели и рецензенты в один голос отмечают неопределённость и многослойность романа «Скрябин как лицо» — и внутри, и снаружи его текста. И прежде всего, представляется крайне сложным определить жанр: как само́й этой книги, так и жанр её текста, литературной ткани. Это произведение словно бы ускальзывает от любой классификации, и всякая попытка оказывается неточной.
Даже на первый взгляд не вызывает сомнений, что перед читателем находится роман в мемуарах. И прежде всего, сам автор определённо заявляет об этом в своём предупреждении (предисловии), а затем — и в многочисленных послесловиях. Но с другой стороны, хорошо известно, что автор книги родился спустя ровно полвека после смерти Скрябина, о котором он пишет как о своём близком друге. — Значит, это однозначно псевдомемуары, типичная литературная мистификация.
Но с другой стороны, можно ли всерьёз назвать «мистификацией» книгу, автор которой не скрывает ни своего настоящего возраста, ни имени? — любой интересующийся может в два клика установить (хотя бы в Википедии): кто такой Юрий Ханон и был ли он на самом деле другом композитора Скрябина. Стало быть, можно сделать вывод, что литературная и историческая мистификация не была целью романа. И даже более того, автор никогда не пытался ввести современников в заблуждение или навести тень на сам факт написания этой книги. Пожалуй, показательнее всего в этом смысле выглядит непосредственный отзыв известного балетмейстера Алексея Ратманского.

«Какова же была моя радость, когда я узнал, что Юрий Ханон (ему 33 года) написал Книгу ВОСПОМИНАНИЙ о Скрябине. Я с лёгким сердцем объединил их в одном отделении... — Алексей Ратманский, из предисловия к премьере «Вечера новых балетов»
— Хотя, с другой стороны, в конце книги мы находим послесловие от некоей вдовы автора романа и её раздражённую полемику с издательством «Грань», из которой мы узнаём, что, оказывается, композитор и писатель Юрий Ханон всё-таки скончался в Париже (несомненно, эмиграция), десять лет спустя после смерти Скрябина (в 1925 году), а также о причинах, по которым «Вторая часть» романа осталась не изданной.:643-646
Ещё одно (третье по счёту) послесловие книги пытается как-то поддержать версию мистификации, впрочем, без особого воодушевления. Кстати сказать, именно в этом тексте вводится ещё одно жанровое определение романа, «Воспоминания солипсиста», которое встречается только единожды и в дальнейшем не получает серьёзного развития.:647 Хотя по здравом размышлении именно эта версия кажется достаточно точной и не лишённой некоторого остроумия. В упомянутом послесловии от современной редакции издательства излагается такая история книги, которая вполне могла бы превратиться в мистификацию, если бы автор в самом деле того пожелал. В частности, там говорится, что роман впервые увидел свет в Париже (1925 г.), вышел тогда маленьким тиражом и сразу стал библиографической редкостью, типичным предметом вожделения коллекционеров (вполне правдоподобная версия, позволяющая объяснить неизвестность книги на родине). А потому только нынешнее, второе издание даёт возможность отечественному читателю познакомиться с этим редкостным образцом мемуарной литературы. И затем делается вывод: книга, посвящённая российской музыкальной жизни, наконец-то сегодня возвращается на свою историческую родину. Однако при том, снова напомню, не совершается ни малейшей попытки как-то «засекретить» персону автора или хотя бы замаскировать его под кого-то из малоизвестных современников (или, что ещё лучше, знакомых из ближнего круга) Александра Скрябина.

Таким образом, вполне возможная литературно-историческая мистификация опять зависает в воздухе и с первых же минут оказывается — несостоятельной. В целом, картина, созданная автором (и издательством?) напоминает некую шизоидную фантасмагорию, в которой два намерения и две несопоставимых реальности не пересекаются, и попросту существуют в разных измерениях, образуя нечто вроде отдельной сверх’реальности.:291 Таким образом, здесь не удаётся прийти к однозначному выводу, попросту, отыскать подходящий термин — а потому приходится довольствоваться некими расплывчатыми внешними описаниями явления примерно в такой форме:

…К тому же он <Ханон> написал совершенно фантасмагорическую книгу «Скрябин как лицо», добавив к своей репутации статус отчаянного фантазёра и великого комбинатора. Листаю эту книгу и не могу себе отказать в удовольствии высказаться о ней, заодно и об авторе…:292— Виктор Екимовский, «Автомонография»
Понятно, что в таких условиях неизбежно возникновение разных попыток охарактеризовать жанр романа как — заведомо смешанный, гибридный, что не лишено определённой доли конструктивности. Так, в одной крупной научной монографии обнаруживается достаточно сложная характеристика книги «Скрябин как лицо», которая, тем не менее, опять не включает в себя всех её составляющих: «автор полностью идентифицируется со своим героем, и таким образом возникает новый жанр, объединяющий одновременно научное издание, аналитическое эссе и мистификацию».:512 — Как видно, и здесь опять возникает понятие «мистификации», которое даже в малой мере не соответствует антуражу издания, характеру повествования и подаче исторического материала.
Несколько иную, возможно, более основательную версию небрежно бросает сам автор, характеризуя свою книгу (причём, не только эту, но и несколько других вкупе с ней) как сделанную в новом жанре «философской эксцентрики».:2 При всей безусловной точности и оригинальности этого определения, нельзя не заметить, что оно не слишком-то много прибавляет к пониманию природы произведения, поскольку упомянутый жанр является в полной мере придуманным, авторским, не имеет известных аналогов и мало-мальски подробного обоснования в профессиональной литературе.
Таким образом, оставив бесплодные попытки уточнить экстерьерный жанр книги как явления, оказывается не менее тяжело определить и жанр её литературного текста, до такой степени он не вписывается в строгие рамки. И прежде всего, привлекает внимание, что этот текст, оказывается, можно прочесть просто как «развесёлую биографию Скрябина, написанную близко и в подробностях знавшим его человеком». При желании здесь можно отыскать черты романа в письмах, романа воспитания, романа-путешествия, истории любви, семейной хроники, «картин русской жизни» и уже только напоследок — традиционных воспоминаний. Что же касается до «картин жизни», то далеко не только русской — глава за главой, перед нами предстают и Петербург, и Москва, и провинция, и «заграница» — и всё это глазами той эпохи. К тому же, кроме огромных пространств, в романе охвачен и значительный отрезок времени — с 1888 по 1909 год. Так что при попытке определения жанра придётся ограничиться только одной номинацией, несомненно, это — «книга». Причём, претолстая. Более короткую и скупую жанровую характеристику можно отыскать в другой рецензии, где без лишних слов форма романа названа как: «вымышленные воспоминания». — Данное определение хотя и вполне точное, но также является недостаточным, поскольку не исчерпывает даже малой части внутреннего содержания книги. К тому же из романа никак не удастся выбросить и немалую толику музыковедения (хотя и достаточно странного, «идеологического», но всё-таки вполне музыковедческого), а также ничуть не менее странной философии, местами напоминающей один из тех медиумических сеансов, в которых принимал участие сам Скрябин, с тем непременным ритуалом, когда «потусторонним голосом излагают элементы некоей доктрины, сочетающей контроль над хаосом и солипсизм», причём в его крайней форме. Но и тем дело не ограничивается. Сверх того, ещё остаётся масса авторских экскурсов в область глубокой психоаналитики (хотя во времена скрябинской молодости психоанализ ещё не дал столь пышных плодов на российской земле), а также — элементов исторического описания малоизвестных или тёмных сторон жизни некоторых знаменитых деятелей русской музыки тех времён (местами придающей книге черты, практически, жёлтой светской хроники). Учесть всё это в одном или двух словах достаточно тяжело, хотя «мемуары» (или «вымышленные воспоминания») и в самом деле могут включать в себя многое из перечисленного.
В конце концов, исследователям книги пришлось сделать вывод, что каждый волен понимать жанр этого произведения самостоятельно.:109
Если же попытаться оценить книгу с точки зрения классически корректной литературы по истории музыки, то при громадном обилии фактов, деталей и событий, описанных в романе «Скрябин как лицо», — даже по авторитетным заключениям работников Московского Музея А. Н. Скрябина — во всём тексте не находится буквально ни капли вымысла, и — ни одной ошибки: всё исключительно точно и правдиво, если верить экспертам.:292
На непривычное обилие малоизвестных фактов и крайне свежих идей обращают внимание практически все рецензенты и читатели, даже не слишком сведущие в истории русской музыки, — отмечая, что при желании «музыковеды могут с лёгкостью вычерпать из книги материал для диссертации, причём, далеко не одной. Найдётся над чем поразмыслить и не менее прытким исследователям литературы. Обеспечены работой и философы, и медики, и психоаналитики, и историки быта. И так далее». В конце концов, создаётся такое впечатление, будто имеешь дело с какой-то фундаментальной книгой русской жизни, наподобие «Войны и Мира». И при том, невзирая на предельную корректность фактической основы, автор не прекращает водить читателя за нос.

— Ну ведь не жил же он, в самом деле, в конце XIX века и не был столь близко знаком со Скрябиным!..
Многослойность контекстуальной зоны романа сказывается в постоянном сосуществовании внутри сюжетной ткани нескольких непересекающихся пластов правды и неправды, в которых приходится или с усилием продираться, или же — стараться их игнорировать, не замечать. Об этом, кстати, вполне определённо говорит и сам автор (устами Скрябина), возвращая самому себе достаточно определённую оценку собственных намерений и, заодно, всего текста: «совершенно везде, повсюду, куда только пальцем ни ткни, короче, везде царит сплошной обман. И даже самая простота эта — тоже обманная… Какой-то многослойный пирог, и всё равно везде, кругом обман… И потому мало кому удастся пробиться сквозь эти бесконечные слои. Они смогут снять из них, быть может, один, даже два в крайнем случае, и станут уже уверены, что добрались до чего-то настоящего, подлинного, но и опять пред ними окажется обман, только уже следующий. <…> Ведь ты посягаешь… на их общую святыню, на святое у каждого: на собственную достаточность, твёрдость, основание!»:115-116 Однако, как уже было сказано выше, обманывает нас автор, разумеется, не в фактах или деталях. Истина, как он справедливо замечает, состоит не в точно указанном количестве вёрст от Киева до Каростышева, и не в исторических фамилиях персонажей и действующих лиц, которые могут быть корректны или, напротив, совершенно произвольны, нисколько не влияя на настоящую, «внутреннюю правду».:529
Пожалуй, главное, чего не хватает в этом разнообразном хоре суждений, чтобы разобраться окончательно, так это — авторского голоса, позволяющего установить некий камертон суждения или хотя бы «среднюю линию» среди сторонних оценок книги. К сожалению, Юрий Ханон в последние десятки лет слишком редко высказывается публично, тем более, на счёт собственных произведений. И тем не менее, несмотря на репутацию замкнутого и «отдельного» человека, кое-что отыскать возможно.

И кроме шуток, через всю жизнь <Сати и Скрябин> — это два моих друга, за неимением живых. Вот уже почти тридцать моих лет прошло с ними в ежедневном диалоге, то один позвонит, то другой напишет, вот и всё моё повседневное общение… И главное: не впустую! — главным артефактом этого диалога на сегодняшний день служат два моих толстых талмуда: «Скрябин как лицо» и «Воспоминания задним числом», каждый из которых в своём роде — исторический прецедент. Строго говоря, обе эти книги и есть — застывшая масса этого неприлично длинного диалога. <…> Скрябин — больше чем композитор, его музыка — пинцет, инструмент для уничтожения мира во вселенском оргазме. А Сати — меньше чем композитор, его музыка — пинцет, тоже инструмент для сведения счётов с этим миром и его людьми.:2— Юрий Ханон, «Не современная Не музыка»
Если исключить возможную версию очередной мистификации или многослойного обмана, здесь можно найти некое зерно, ключ к пониманию и этой, и всех последующих литературных работ автора. — Внутренний диалог, говоря иными словами, чрезвычайным образом развитая рефлексия — вот что позволяет ему достраивать отдельный мир, глядя на другое, принципиально незнакомое время и окружение — не своими глазами, в данном случае, глазами А. Н. Скрябина. Собственно, Ханон говорит об этом прямо, и не раз — начиная от эпиграфа книги и прелюдии (предисловия) и кончая — финалом книги, точнее говоря, её «первой части». «Моей целью всегда было донести Скрябина и его жизнь изнутри, а не так, как она кому-то представляется снизу. <…> Да, господа, перед вами настоящая Внутренняя книга».:10-11

Итак, можно сказать, что вопрос жанра постепенно проясняется. По всей видимости, если мы и не имеем дело со случаем редкой способности к метемпсихозу, что было бы «очередным многослойным обманом», то по крайней мере, можем определить преимущественный авторский метод. «Скрябин как лицо» — это и в самом деле мемуары композитора Скрябина, написанные «за него» неким третьим лицом, находящимся изнутри воссозданной, их общей солипсистской картины мира. — Именно по этому, основному признаку роман вполне можно назвать книгой «внутренних воспоминаний» или неким вариантом воспоминаний, написанных за Александра Скрябина спустя долгое время после его смерти. По всей видимости, лучше всех эту мысль автора услышал — его «младший брат», профессор Пак Ночжа, который выразил всё сказанное выше в нескольких фразах:

«Внутреннюю биографию» Скрябина, озаглавленную «Скрябин как лицо», Ханон издал — преодолевая человеческие препятствия — в 1996 году. Книга эта — биография и в то же время художественное произведение — посвящена жизни, дружбе и музыке самого Скрябина и… его друга Ханина. Биографии, в которых автор становится в то же время одним из героев — вещь практически неизвестная в русской и редкая в мировой литературе. И это — не просто вымышленный «диалог» с деятелем прошлого, а повествование о том, как Скрябин и Ханон вместе шли и идут к Просветлению. Жанр этой книги, «внутренняя биография» — совершенно нов. Речь идёт о том, что Скрябин, собственно, не умер и живёт внутри Ханона — и наоборот.:98— Владимир Тихонов, «Он брезгует музыкальными кланами»

## Рецензии и толкования

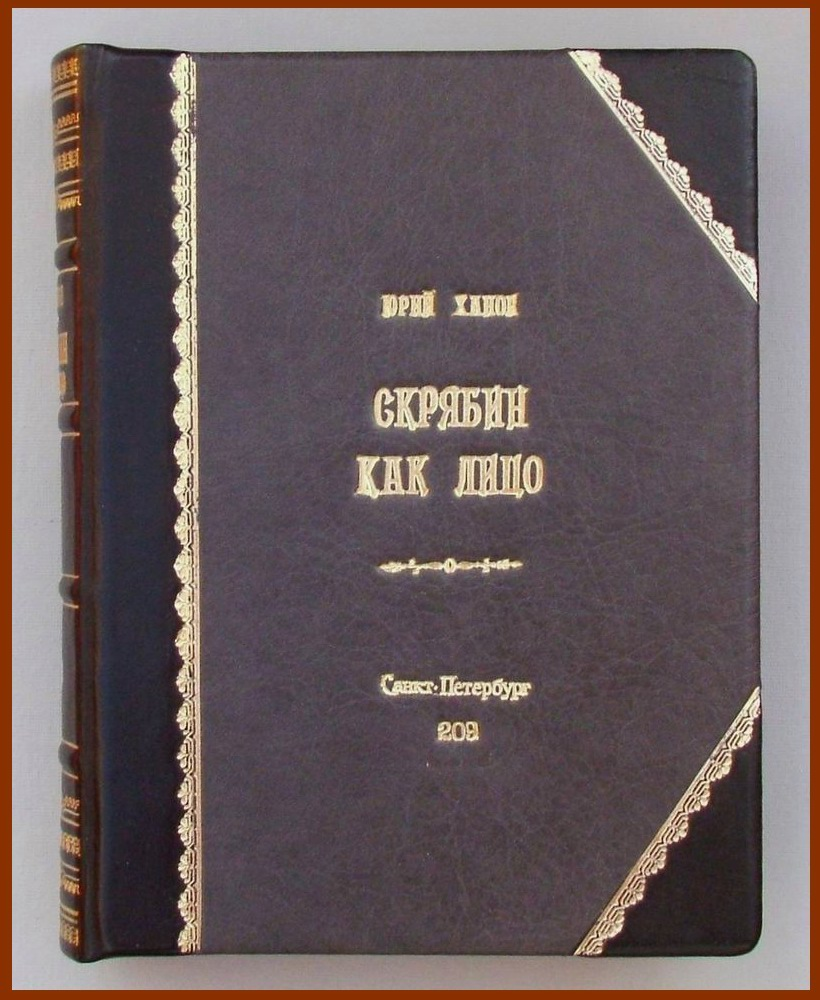
Первая часть, второе издание

Несмотря на то, что книга очень плохо рекламировалась издательством и практически так же распространялась, роман «Скрябин как лицо» имел серьёзный резонанс в профессиональных кругах и был однозначно оценён: с одной стороны как «издание высочайшего уровня», а с другой, как «ни на что не похожее произведение». Это тем более удивительно, что автор, ведущий крайне замкнутый, отдельный образ жизни, никак не участвовал в продвижении своего романа, а его имя, поставленное на обложке, уже само по себе являлось для профессионалов скорее раздражающим фактором, чем приманкой. Признанный в среде музыкантов и композиторов однозначно чужим, не входящим в клан, — в лучшем случае, Юрий Ханон мог рассчитывать на равнодушную реакцию профессионального сообщества.
Тем не менее, именно своей нетрадиционностью книга «Скрябин как лицо» сумела пробить некоторые бреши в однородной среде «профи» от музыки. Общий тираж «фантасмагорической книги» разошёлся за два года, элитный — тоже, а сам роман, как и задумывал автор, превратился в книжную легенду, элитарный объект и библиографическую редкость, практически не имеющую аналогов.

«Буквально первое, что замечаешь, когда держишь книгу в руках, это её необыкновенная весомость. Понимаешь, что эта книга является предметом искусства, своего рода артефактом, призванным послужить наградой археологам будущего».— Александр Буров, «Петербургский книжный вестник»
Практически все отзывы едины в этом мнении. «Скрябин как лицо» — прежде всего, прекрасная вещь, издательский шедевр… Книга — сущий подарок для библиографов, — отмечает другой рецензент, — они вдоволь наиграются в игру «а ну-ка опиши» (фамилия автора пишется по-разному — то Ханон, то Ханин; в качестве издательства указан некий «Центр Средней Музыки», да и с хронологией дело запутанное — на дворе то ли 1909, то ли 1925, то ли 1995 год). Художественное оформление книги способствует неизъяснимому удовольствию читателя (даже если он запутается в персонажах и примет Ханина за Скрябина и наоборот, то хоть красивую и добротно сделанную вещь в руках подержит).
Тем не менее, невозможно не заметить один весьма показательный факт: практически все рецензии, отзывы и прочие публикации, посвящённые книге — принадлежат кому угодно, но только не тем, кто (по идее) должен был бы рецензировать эту книгу. Ни один профессиональный критик соответствующего профиля, ни один музыковед или историк музыки — не удостоил книгу своим пером или стилом. Причина этого ясна, она уже была изложена несколькими строками выше. Солидарная психология клана такова: его верные члены никогда не прощают тех, кто посмел пойти против течения. Более того, именно об этом — не раз и не два — можно прочитать в тексте романа «Скрябин как лицо». В одном из многочисленных послесловий романа, написанном в августе 1994 года от имени редактора, об этом сказано с исчерпывающей определённостью. Бесспорно, тысячу раз прав автор данной книги, прямо утверждая, что успех Скрябина практически никогда не был связан с профессиональной музыкантской средой. Напротив того, чаще она оставалась к нему либо сдержанно-любезна, либо переходила к открытой вражде. Строго говоря, са́мым наглядным из примеров подобного рода явился сам Митрофан Беляев — крупнейший российский меценат, любитель музыки, фактически сделавший имя Скрябина известным для широкой публики и затем — долгие годы поддерживавший его творческий и личностный рост. В связи с этим напрашивается невольный вопрос: если бы вокруг молодого Скрябина находились одни профессионалы, — где бы он был теперь и что бы мы могли о нём узнать? К сожалению, приходится констатировать, что именно такая ситуация сложилась в судьбе автора книги — и сегодня мы имеем полную возможность наблюдать, что происходит с творчеством экстремально одарённого композитора, которого с консерваторских времён подвергли процедуре «изгнания из клана» и не поддерживает «ни один Беляев». — Только среда делает имя громким и известным как для современников, так и для потомков. И этот нелепый феномен представлен в настоящей книге чрезвычайно выпуклым образом.:650

…Скандальную репутацию Ханон приобрёл ещё в Ленинградской консерватории, которую, так и неясно, окончил ли (вроде как выгнали). Так же не добрался он и до Союза композиторов (вроде как не приняли). Ну а скажите, как можно принимать в СК автора сочинений с названиями типа: «Средний темперированный клавир» для фортепиано, «Песни во время еды» для голоса и сопровождения, <… полных> неприкрытого издевательства над стилистикой (неважно — традиционной или авангардной), низведением «серьёзных» жанров в балаганные представления? Одним словом — вызов благополучному (или неблагополучному — всё равно) эстетствующему обществу.:291-292— Виктор Екимовский, «Автомонография»
Немногие рецензии и отзывы, принадлежащие перу именно музыкальных профессионалов, — принадлежат, так или иначе, но своеобразным «отщепенцам», вполне отдельным музыкантам, композиторам или критикам, которые не являются частью солидарного сообщества, в условиях современной России дополнительно скреплённого таким своеобразным цементирующим кланом как союз композиторов и музыковедов. Не будет лишним напомнить, что это экзотическое объединение унаследовано в сегодняшний день — прямо из времён сталинского Советского Союза. Более того, достаточно благожелательная и заинтересованная по тону рецензия на книгу, написанная Виктором Екимовским в 2000 году для журнала «Музыкальное обозрение» так и не была опубликована — даже несмотря на несомненный профессиональный статус и положение рецензента.:422 Примерно та же участь постигла ещё несколько текстов, попавших в профильные музыкальные редакции как печатных, так и непечатных органов. — Понятно, что выход такого «нетрадиционного» романа и маргинальные конфликты вокруг него лишь естественным образом увеличили пропасть между его автором и ортодоксальным профессиональным сообществом.
С другой стороны, несмотря на вполне музыкальную тему исследования (композитор и его творчество), а также глубину её освещения, книга «Скрябин как лицо» попадает в своеобразный жанровый зазор. Очевидным образом, не являясь научным трудом, и даже напротив того, — провокационной художественной прозой, роман сам собой выскальзывает из-под внимания музыковедов, как не вполне соответствующий сфере их профессиональных интересов. Тем более, что стиль, язык и текст романа не вызывает у рецензентов никаких сомнений в его принадлежности. Ни один отзыв не содержал в себе замечаний, что это-мол «композиторская проза» или произведение, содержащее в себе признаки некой профессиональной неполноценности. И даже напротив. К примеру, Дмитрий Быков не раз называл этот роман «произведением очень достойным с точки зрения литературной». А писатель и поэт Леонид Латынин оценил книгу как «великую» и сделанную «на уровне высшей литературной планки конца XIX века».

«Скрябин как лицо» — явление выдающееся не только на фоне блёклой и вялой современной литературы (что само по себе не может считаться большим достоинством), но и литературы двадцатых годов, когда, как нас уверяют, книга была создана".— Ольга Абраменко, «Ханоническое лицо Александра Скрябина»
Кроме того, автор создал настолько плотный и самодостаточный продукт, что даже те немногие, кто рискует браться за его рецензирование, первым делом разводят руками. — Если есть на свете книга, которая менее всех других нуждается в рецензиях, то это именно «Скрябин как лицо». Автор лишил работы всех прихлебателей — книга настолько плотно и исчерпывающе «укомплектована», снабжена столь многочисленными предисловиями, послесловиями и комментариями, что трудно не сбиться на цитирование. Подобная подробность, и даже мелочность работы временами создаёт крайние трудности на пути читателя (исследователя). С одной стороны, несомненная мистификация и «сплошной обман», с другой стороны, едва ли не немецкая чистота и пунктуальность в выделке фактической и идеологической базы: вплоть до неизвестных и ускользающих от глаза мелочей. Понятно, что только истинный специалист-скрябиновед (или работник музея Скрябина) может оценить и верифицировать для себя подобную работу.

Книга, хотя и является открытием по жанру, но в то же время основана на подробном, профессионально-точном исследовании скрябинской жизни и творчества. Словно бы подчиняясь логике Автора, кланы, хозяйничающие в российских газетах и журналах, обратили на неё мало внимания, что говорит лишь об уровне сознания российской «культурной элиты». Однако, без «лишнего шума» и упоминания, скрытым образом этот роман уже стал материалом для нескольких научных диссертаций в консерваториях и гуманитарных университетах России.:99— Владимир Тихонов, «Я не музыкант и не гражданин!»
Таким образом, провалившись в профессиональную зону молчания или даже сознательного умолчания, прецедентная книга о жизни и внутренней эволюции Александра Скрябина оказалась лишена чисто музыковедческого или историко-музыкального контекста, проникая в свою материнскую среду только окольными путями. Возможно, эти оценки и существуют ныне, но, подобно всякой маргинальной культуре, проявятся только позднее, когда очистится социальное поле и профессиональная среда будет лишена личного и кланового сопротивления, которое в данном случае обладает решающим голосом. Именно по этой причине наиболее интересной и продуктивной сегодня представляется чисто идеологическая трактовка романа, которую представил профессор востоковедения, Владимир Тихонов, анализируя книгу со своих профессиональных и личных позиций: как буддолог и марксист. И прежде всего его версия представляется таковой потому, что она ближе всего подступает к авторскому намерению и лицу. В течение всей жизни, многократно и настойчиво автор романа подчёркивал, что он не музыкант, и не художник, но прежде всего — каноник, человек внутреннего закона, для которого главная задача — создание смыслов и правил. Как раз эту часть романа и выдвигает на первый план профессор Тихонов: «Житие Скрябина, писанное Ханоном, решает задачу, которая „нормальными“ биографами великого композитора не только не была решена, но по сути даже и не ставилась. Ханонъ тонко отслеживает стадии скрябинского внутреннего роста, приведшего в итоге былого выпускника Консерватории, золотого медалиста, виртуоза, „дворянского пианиста“ и сочинителя романтических стихов к новой, принципиально другой жизни, проникнутой Идеологией и отдельным Смыслом».:100 По мнению Пака Ноджи, главная тема книги — это не обычная или обыденная человеческая жизнь «профессионального музыканта» или даже великого, гениального композитора, а существование, насквозь проникнутое движением к последней Мистерии, «во взыскании нового (сверх)человека и нового (сверх)человечества». Мы имеем возможность наблюдать едва ли не в реальном времени, как талантливый сочинитель и исполнитель постепенно перерастает и перепрыгивает через самого себя, познавая всю пустоту и суетность общепринятых форм общественного существования и «конвенционального» музыкального сочинительства, постепенно — медленно, очень медленно, — приходя к преодолению «ветхого Адама» внутри и вовне, к жизни в качестве Лица — свободной, воссоединившейся со своим экзистенциальным Бытием Личности.:100-101

Путь этот тернист, как и любая доро́га к преодолению отчуждения от собственного «горнего», надчеловеческого Я, к тем высотам, где Я растворяется в Вечности. Но точно так же был тернист и путь Гаутамы Будды — от «нормального» подростка из «хорошей» семьи, а после — «нормального» аскета — к Просветлённому, впервые показавшему людям, насколько относительно их существование, казавшееся столь единственным и незыблемым. Скрябин не называл себя буддистом, не является им и Ханон — в том самом смысле, в котором не был буддистом сам Будда, а Маркс, по его собственному заявлению, не был марксистом. — История о двойном пути Скрябина и Ханона к Просветлению — это ещё одно напоминание о том, что вовсе не внешний буддизм в форме догмы или ритуала ведёт к Нирване, а самостановление в качестве Будды в своём собственном праве, процесс, который ни в какие догмы и «измы» не уложить. Чтобы дойти до источника и напиться воды, совсем не обязательно называть себя «водистом», нужно просто сделать первый шаг вперёд, а потом уже ноги и потребность доведут сами. Это очень простая истина, однако человеку, потерявшемуся в словесных дебрях нашего мусорного времени, наверняка понадобится не одна книга Ханона, чтобы её ощутить.:101— Владимир Тихонов, «Я не музыкант и не гражданин!»

## История издания

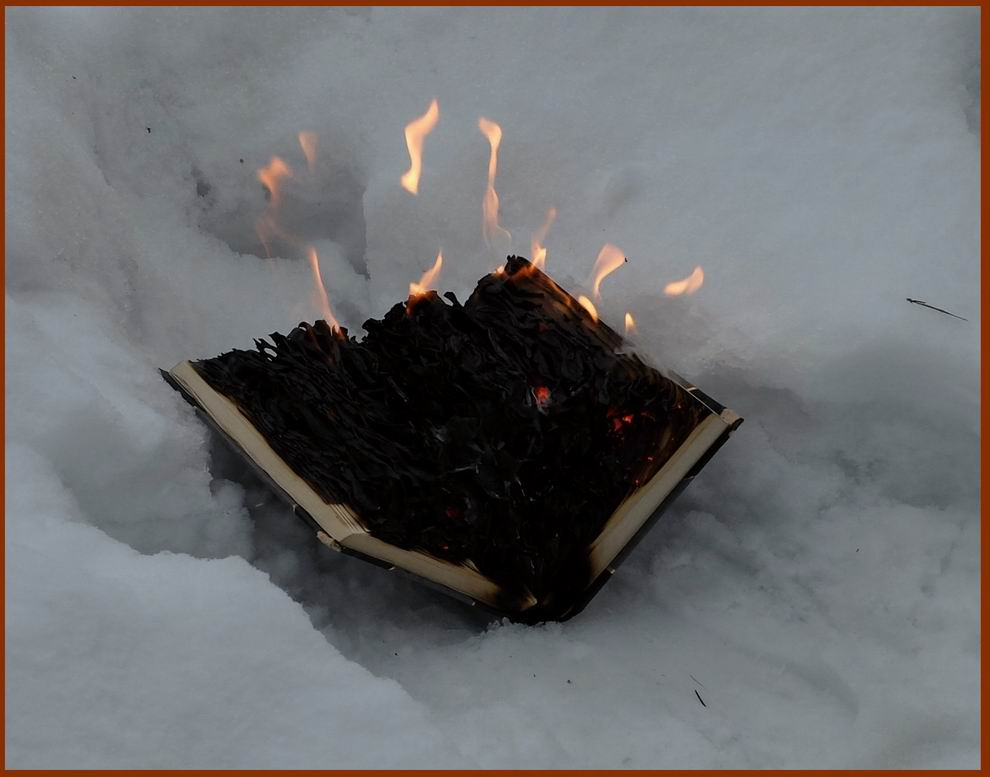
Вторая часть, первое издание

Первое, что привлекает взгляд внимательного библиофила, когда он берёт в руки этот весьма толстый артефакт книжного искусства — масса намеренных несоответствий, словно бы продолжающих в печатной форме внутреннее содержание романа «Скрябин как лицо».
И прежде всего, самые простые и точные сведения, содержащиеся на обложке, титульном листе и последней странице: имя автора, издательство, год издания, тираж… — И здесь во всём царит тот же странный, тщательно упорядоченный беспорядок несоответствий, который пронизывает и текст, и существо книги. Для начала открываем титульный лист. Читаем год издания: однозначно — 1995. Однако с противоположной стороны книги информация уже иная: «книга подписана в печать 15.03.1996» и все остальные даты также начинаются — с 1996 года. Картину беспорядка в части года издания никак не рассеивает и страница сайта издательства, выпустившего книгу, она поддерживает только первую дату, и никак не объясняет вторую, вполне техническую и формальную.
Дальше — больше. Самые первые рецензии и упоминания о книге датированы вовсе не 1995 и не 1996 годом, как следовало бы ожидать, и даже не 1997. — В 1998 и 1999 году книжные критики обсуждают роман — как свежевыпущенный издательством. — Впрочем, каким же издательством? И здесь начинается ещё одна игра в несоответствия.
Тот же титульный лист вполне корректно сообщает, что книга «Скрябин как лицо» произведена неким Центром Средней Музыки, и более никем. Ни единого упоминания о «Ликах России». <...> Прямо противоположная картина царит на последней странице книги, где размещена официальная информация об издании. И ни единого упоминания о «Центре Средней Музыки».:680
В конце концов, возникает впечатление, что сюжет ложных мемуаров со всеми его сюрреальными несоответствиями выходит за границы книги, чтобы поставить под вопрос также и её внешнее существование. Не исключая и второй части романа, в которой, по утверждению автора, содержалось внутреннее существо романа, последовательно скрытое между слов в части первой. Впрочем, судить об этом не представляется возможным, поскольку вторая часть сначала не была издана, а затем — уничтожена.

## Комментарии
1. ↑  Более подробный список публикаций на скрябинскую тематику начала 1990-х годов находится в статье «Юрий Ханон».
2. ↑  Вероятно, поэтому Юрий Ханон делит свои произведения на две части, называя их соответствующим образом: «экстремальная» и «средняя» музыка. Роман «Скрябин как лицо» с большой долей вероятности принадлежит ко второй, «средней» части его творчества.
3. ↑  «Предупреждение» (или прямое предупреждение) — это вообще один из постоянных психологических приёмов этого автора. При всех ситуациях он считает необходимым сначала предупредить и заранее установить правила игры (совсем как на дуэли), чтобы затем в любой момент можно было вернуться к ним и потребовать сатисфакции.
4. ↑  И даже название издательства «Грань» в единственном числе (с явной отсылкой на известный эмигрантский журнал «Грани») ничуть не тянет на мистификацию. Ни название издательства, ни год его учреждения никак не могут быть «подшиты к делу».
5. ↑  Будучи внуком «короля эксцентрики» Михаила Савоярова, и сам ничуть не менее эксцентричный типаж, разумеется, Юрий Ханон имеет полное право прибавлять ко всем своим произведениям определение «эксцентрический». И всё же оно не слишком много даёт в деле уточнения жанровой природы романа «Скрябин как лицо».
6. ↑  Это экспертное заключение кажется тем более ценно, что работники московского Музея А. Н. Скрябина отнюдь не отличаются доброжелательным отношением к автору, о чём говорится в нескольких интервью автора и даже в послесловии к книге.
7. ↑  Александр Буров: «Город сам подсказывает сюжеты». Прогулки по Петербургу. Выпуск 9. — «Коренной петербуржец, Александр Буров работает старшим научным сотрудником в Государственном музее истории религии. Имеет три высших образования. Он окончил юридический факультет Санкт-Петербургского государственного университета, Свято-Филаретовский институт по специальности «теология» и Российскую академию государственной службы при Президенте РФ.» Дата обращения: 5 ноября 2014. Архивировано из оригинала 5 ноября 2014 года.
8. ↑  Здесь Виктор Екимовский, не зная ни автора романа, ни его биографии, допускает несколько фактических ошибок, которые в данном случае не имеют решающего значения. К примеру, Юрий Ханон — никогда не пытался вступать в Союз композиторов, держась от него на дистанции, как от чумного барака.
9. ↑  В качестве дополняющей детали можно только заметить, что не только книга «Скрябин как лицо», но также всё музыкальное творчество и самая персона по имени Юрий Ханон является «запрещённой» к исполнению и упоминанию Союзом композиторов — примерно, с 1990 года.
10. ↑  В этой связи показательно свидетельство Л. Г. Ковнацкой, которая, не скрывая удивления, констатировала, что уже в конце 2000-х годов студенты-музыковеды Петербургской Консерватории в своих курсовых и дипломных работах использовали сначала роман «Скрябин как лицо», а затем и «Воспоминания задним числом» в качестве источника.
11. ↑  Профессор Тихонов не разбирает генезис скрябинского сверхчеловека, не станем этого делать и мы, только вскользь заметив, что, несмотря на очевидную пуповину, связывавшую надчеловеческие идеалы Скрябина с феноменологией Ницше, окончательный вид скрябинского идеала был крайне далёк от всех его предшественников.
12. ↑  В этой связи привлекает сходство творческого метода автора романа «Скрябин как лицо» с авангардным течением французских фумистов конца XIX века, ставивших своей целью ставить под сомнение (превращать в дым) все аспекты существования произведения искусства.